# عبء عاطفي
العبء العاطفي (بالإنجليزية: Emotional baggage)‏ هو تعبير يستخدم يوميًا، ويترابط مع مفاهيم متعددة ومتنوعة ولكنها متشابهة في العلوم الاجتماعية والحركات المساعدة الذاتية وغيرها من المجالات. ويتعلق هذا التعبير بشكل عام بالقضايا العاطفية غير المحلولة، وغالبًا ما يشير إلى أن الحمولة العاطفية ضارة. وكصورة استعارية، فإن "العبء العاطفي" هو متاع يضم جميع خيبات الأمل والظلم والصدمات النفسية التي حدثت في الماضي، وتحمل بشكل ثقيل.

## حياة البالغين
يأتي العبء العاطفي في حياة البالغين في المقدمة في العلاقات بشكلين رئيسيين.
- النوع الأول يشير إلى أنه غالبًا ما تكون هناك توقعات سلبية ناتجة عن علاقات سابقة، ربما تكون ذات عنف نفسي - نوع من عبودية الماضي يمكن أن يلوث تفاعلات جديدة وربما أكثر إيجابية.[1] قد يكون هذا واضحًا بشكل خاص في الزواج الثاني حيث، على حد تعبير فيرجينيا ساتير، "الظلال من الماضي حقيقية جدًا ويجب أن يتعامل معها الزوج الزوجي الجديد".[2]
- النوع الثاني من الذكريات التي تسهم في العبء العاطفي للبالغين هي التنشئة المتكررة لتاريخ العلاقة الحالية، مما يؤدي إلى غمر المشاكل البسيطة في الوقت الحاضر بالتيارات السلبية من الأزمنة السابقة والتي لا يمكن حلها أو تنحيتها إلى الأبد.[3]

## حياة الطفولة
ثمة فكرة شائعة في علم النفس والأدبيات المساعدة على النفس تشير إلى أن هناك قضايا عاطفية غير محلولة من الطفولة يمكن أن تستمر في التأثير على شخصية الشخص وسلوكه حتى في سن البلوغ.
يمكن أن يعاني الرجال والنساء من عدم القدرة على ترك ألم الطفولة وراءهم، ويتطلعون إلى شركائهم لإصلاح هذا الألم، بدلاً من التركيز على القضايا الأكثر نضجًا في الحياة البالغة.
ستؤثر التوقعات الثقافية والأبوية وأنماط السلوك المستمدة من العائلة الأصلية والتي لا تزال تحمل دون وعي، على الزواج الجديد بطرق قد لا يكون أي من الشريكين على علم بها.
بالمثل، يمكن لكل من الجنسين أن يجدوا أن ماضي طفولتهم يعيق جهودهم في تربية الأطفال بشكل أكثر بناء، سواء بتكرار أنماط الأبوين في الماضي أو بمحاولة التعويض عنها بشكل زائد.
يعالج العلاج النفسي مثل هذه العبء العاطفي للعميل تحت عنوان الانتقال، ويستكشف كيف يمكن للتطور المبكر أن يخلق "نمط عمل" داخليًا يُنظر من خلاله إلى جميع العلاقات اللاحقة ؛ بينما يقر مفهوم التحويل المضاد من جانب المعالج بأنه يمكنهم أيضًا وضع ثقلهم العاطفي في العلاقة التحليلية.

## مقالات ذات صلة
- خلفية درامية
- معادلة شخصية
- التكرار القهري
- نبوءة ذاتية التحقق